# Puccinellia dolicholepis
Puccinellia dolicholepis là một loài thực vật có hoa trong họ Hòa thảo. Loài này được (Krecz.) Pavlov miêu tả khoa học đầu tiên năm 1956.